# Duarte Cunha
Pour les articles homonymes, voir Cunha.
Duarte Cunha, né le 25 janvier 2008 à Vila Nova de Cerveira, est un footballeur portugais qui joue au poste d'ailier droit au FC Porto.

## Biographie

### Carrière en club
Né à Vila Nova de Cerveira, dans le district de Viana do Castelo en Portugal, Duarte Cunha est formé par le FC Porto, qu'il rejoint à l'âge de 9 ans. Il s'y illustre d'abord en équipes de jeunes avec le club de championnat du Portugal, avant d'y signer son premier contrat professionnel en décembre 2024,.

### Carrière en sélection
Duarte Cunha est international junior avec l'équipe du Portugal des moins de 17 ans à partir de septembre 2024.
Il est convoqué avec l'équipe du Portugal des moins de 17 ans pour participer au Championnat d'Europe des moins de 17 ans qui a lieu en mai et juin 2025,.
Le Portugal atteint la finale de la compétition après l'avoir emporté au tirs au but face à l'Italie (après un match nul 2-2),. Et si c'est son homonyme Romário Cunha qui prend la lumière lors de la séance de tirs avec ses arrêts, Duarte Cunha est aussi évoqué comme le meilleur joueur de cette demi-finale, notamment passeur décisif pour le but du 1-1 de Stevan,.
Les lusitaniens remportent ensuite la compétition en s'imposant 3-0 contre la France en finale, avec Cunha encore une fois au premier plan, marquant le deuxième but des siens,,,. 

## Palmarès
Portugal -17 ans
- Championnat d'Europe
  - Champion en 2025